# 旱地沙蜥
旱地沙蜥（学名：Phrynocephalus helioscopus）为鬣蜥科沙蜥属的爬行动物。分布于蒙古、哈萨克斯坦、吉尔吉斯斯坦、土库曼斯坦、乌克兰、白俄罗斯、俄罗斯、阿富汗、土耳其、伊朗以及中国大陆的新疆等地，一般生活于荒漠草原之间的戈壁滩或河边的沙砾地。

## 保护
本种于2023年被收录入《有重要生态、科学、社会价值的陆生野生动物名录》。